# Seegefecht vor dem Nordkap
Das Seegefecht vor dem Nordkap war das Ergebnis der als Unternehmen Ostfront bekannten Operation der deutschen Kriegsmarine vom 25. bis zum 26. Dezember 1943 im Seekrieg des Zweiten Weltkriegs. Ziel der Unternehmung war das Abfangen des britischen Nordmeergeleitzuges JW 55B, der auf dem Weg nach Murmansk in der Sowjetunion war. Die Aktion endete mit der Versenkung des deutschen Schlachtschiffs Scharnhorst am 26. Dezember 1943 im Nordmeer vor der Küste von Norwegen.

## Vorgeschichte
Die Weichen für die Entscheidung, im Dezember 1943 einen alliierten Geleitzug im Nordmeer anzugreifen, waren bereits ein Jahr zuvor gestellt worden. Nachdem die Operation „Regenbogen“, ein Angriff der Kreuzer Lützow und Admiral Hipper mit sechs Zerstörern auf den Geleitzug JW 51B, in der Schlacht in der Barentssee am 31. Dezember 1942 gescheitert war, setzte Hitler am 6. Januar 1943 bei einem Treffen mit dem Oberbefehlshaber der Marine, Erich Raeder, zu einer Generalabrechnung mit der Marine an und erklärte, die Großkampfschiffe zu Gunsten der U-Boot-Waffe außer Dienst stellen zu wollen. Raeder trat daraufhin als Oberbefehlshaber der Marine zurück und schlug als seinen Nachfolger Karl Dönitz vor. Als designierter Nachfolger übermittelte Dönitz am 26. Januar 1943 Hitlers Befehl, alle Neu- und Umbauten an großen Schiffen sofort einzustellen.
Ebenso wie für Raeder stellte aber auch für Dönitz die projektierte Außerdienststellung der schweren Schiffe eine Selbstaufgabe der Marine dar. Der Historiker Michael Salewski meint, das sei in den Augen der Marine ein schlimmeres Ende gewesen als die Revolution von 1918 und die Selbstversenkung der Kaiserlichen Hochseeflotte in Scapa Flow. Dönitz ließ sich von der Seekriegsleitung und dem Flottenchef, Admiral Otto Schniewind, überzeugen, dass eine Kampfgruppe im Nordmeer, bestehend aus den noch verfügbaren Schlachtschiffen Tirpitz und Scharnhorst, den Gegner nicht nur von einer Landungsoperation abschrecken würde, sondern auch die alliierten Nordmeergeleitzüge bekämpfen könnte. In einem Lagevortrag am 26. Februar 1943 gelang es Dönitz nicht nur, Hitler davon zu überzeugen, den Außerdienststellungsbefehl auszusetzen. Er prognostizierte auch, dass die schweren Einheiten durch die Bekämpfung der alliierten Hilfslieferungen an die Sowjetunion das Heer an der Ostfront entlasten könne. Michael Salewski spricht von einer „Art Wette“ zwischen Dönitz und Hitler, bei der die großen Schiffe das Riesenspielzeug gewesen seien, und der Einsatz das Prestige der Marine. Werner Rahn konstatiert, dass sich Dönitz damit auf einen Einsatz der Schiffe festgelegt habe. Jede weitere Unternehmung der Überwassereinheiten habe die Existenzberechtigung der schweren Einheiten nachweisen müssen. Unter dem psychologischen Druck von Hitlers abfälligen Äußerungen über angeblich mangelnden Einsatzwillen habe die Seekriegsleitung bereits im März 1943 den Kampfauftrag über den Auftrag der Abwehr gestellt.
Allerdings hatten die Alliiertem die Geleitzüge nach Murmansk einstweilen ausgesetzt, was Dönitz und die Seekriegsleitung nur weiter unter Druck setzte. Erst als die Tirpitz im Herbst 1943 durch einen Angriff mit Kleinst-U-Booten einstweilen außer Gefecht gesetzt worden war, wurden die Konvois am Nordkap wieder aufgenommen. So erreichten im November 1943 zwei Konvois Murmansk. Dönitz versprach Hitler am 20. Dezember, dass die Scharnhorst den nächsten gemeldeten Geleitzug angreifen werde. Als am 22. Dezember der Geleitzug JW 55B gesichtet wurde, erhielt Konteradmiral Erich Bey als Kommandant der Kampfgruppe den Angriffsbefehl.

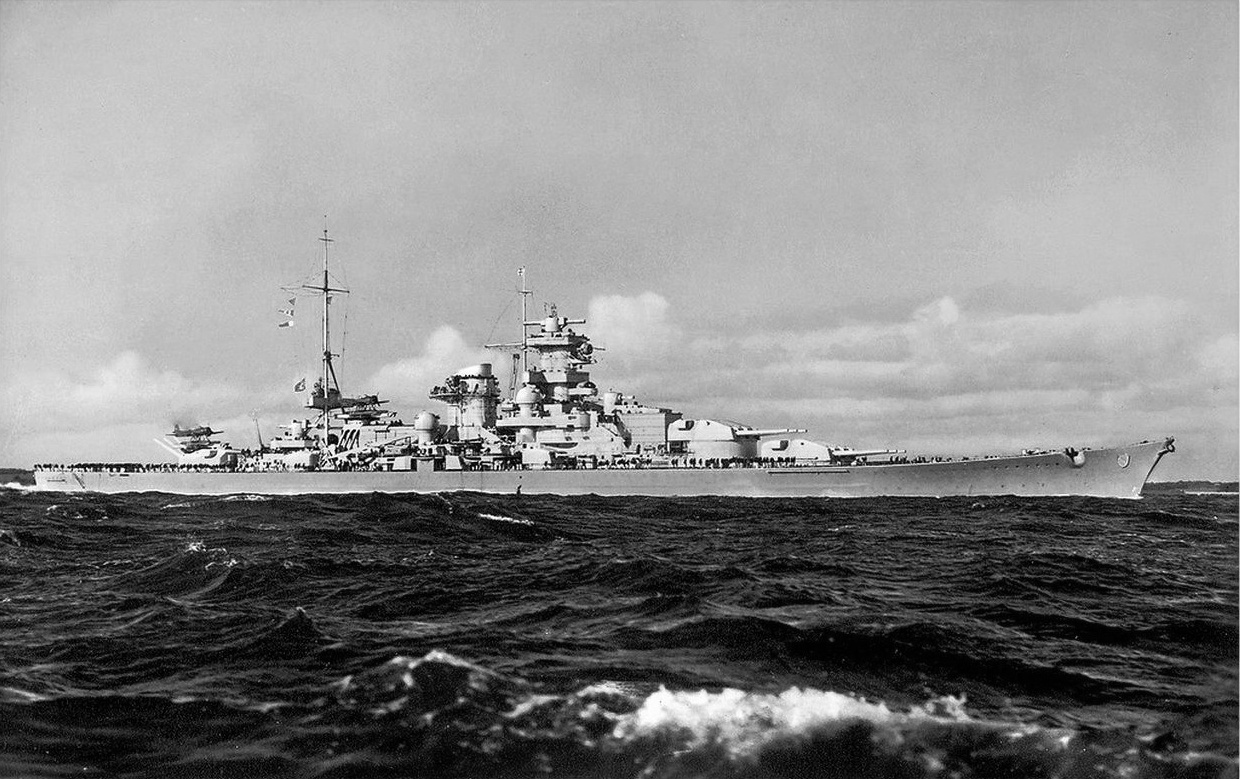
Schlachtschiff Scharnhorst (1939)

Ein Einsatz im Nordmeer zu dieser Jahreszeit widersprach jeder operativen Vernunft. Die Richtlinien der Seekriegsleitung hatten ein Auslaufen lediglich im Sommer vorgesehen, bis eine neue Weisung Dönitz‘ vom 20. November den Einsatz der Scharnhorst auch im Polarwinter ermöglichte. Anfang Dezember glaubte die Seekriegsleitung – in Verkennung der Schwäche der eigenen Ortungstechnik – ein Einsatz der Scharnhorst sei auch während der dunklen Monate zweckmäßig. Konteradmiral Bey sah dies kritischer, da er Schwächen in der Luftaufklärung sah. Die an der Planung beteiligten Führungsstäbe wussten, dass die im Nordmeer vorherrschenden schlechten Sichtverhältnisse den Einsatz der Artillerie mit ihren optischen Feuerleitgeräten nur auf wenige Stunden am Tag beschränken würden.

## Auftakt
Am 12. Dezember 1943 lief Konvoi JW 55A von Loch Ewe in Richtung Murmansk aus. Der Geleitschutz bestand aus zehn Zerstörern und drei Korvetten. Als weitere Deckungsgruppe hielt sich Force 1 mit den Kreuzern Belfast, Sheffield und Norfolk unter Vizeadmiral Robert Burnett in der Nähe des Konvois auf. Eine weitere Sicherungsgruppe, Force 2 unter dem Oberbefehlshaber der Home Fleet Admiral Bruce Fraser, bestehend aus dem Schlachtschiff Duke of York, dem Kreuzer Jamaica und den Zerstörern Saumarez, Savage, Scorpion und Stord, war bereits am 16. Dezember im Kola-Fjord eingetroffen. U 638, U 387 und U 354 meldeten in der Nacht vom 16. zum 17. Dezember Begegnungen mit Geleitfahrzeugen, ohne an den vermuteten Geleitzug heranzukommen. Am 20. Dezember verließ Konvoi JW.55B Loch Ewe in Richtung des Kola-Fjords. Seine Geleitgruppe unter Kapitän James McCoy bestand aus zehn Zerstörern, zwei Korvetten und einem Minenräumer. Etwa zur gleichen Zeit kehrte Force 2 zu seinem Ankerplatz auf Island zurück. Sobald der Verband Treibstoff und Vorräte aufgenommen hatte, sollte er wieder in See stechen, um Konvoi JW55B weiträumige Deckung zu geben.
Am 18. Dezember erkannte die Seekriegsleitung aus der Funkaufklärung und der Meldung eines U-Bootes, dass der Geleitzug im Nordmeer unterwegs war. Drei U-Boote, die auf dem Weg in den Atlantik waren, wurden dem Admiral Nordmeer unterstellt, doch erreichte der Konvoi unbehelligt Murmansk. Am 22. Dezember meldete die deutsche Luftaufklärung einen Geleitzug mit mindestens 40 Einheiten bei den Färöer-Inseln. Es handelte sich um den Geleitzug JW 55B mit 19 Handelsschiffen und zehn Zerstörern, der am 20. Dezember aus Loch Ewe aufgelaufen war. Admiral Otto Klüber zog alle verfügbaren U-Boote, acht an der Zahl, quer zur Konvoiroute zwischen Bären-Insel und Nordnorwegen zusammen, da die Eislage ein Ausweichen des Konvois weiter nach Norden unmöglich machte. Die Kampfgruppe mit der Scharnhorst und den fünf Zerstörern der 4. Z-Flottille wurden in Bereitschaft versetzt. Klüber und das Marinegruppenkommando Nord zweifelten aber, dass U-Boote oder Kampfgruppe in dem dunkelsten Monat des Jahres gute Aussichten auf einen erfolgreichen Angriff hätten. Die Gruppe Nord vermutete außerdem in der Nähe des Geleitzuges eine schwere Deckungsgruppe, die noch nicht aufgeklärt worden sei. Die Luftaufklärung sichtete den Geleitzug am 22. und 23. Dezember nordostwärts der Faröer-Inseln. Aus der Geschwindigkeit wurde ein Passieren der Bären-Insel-Enge am 26. Dezember errechnet. Eine lückenlose Aufklärung war jedoch nicht möglich. Die Gruppe Nord meldete am Abend des 23. Dezember, dass der Einsatz der Kampfgruppe mit den Überwasserstreitkräften geplant sei, sobald die Lage einen solchen Einsatz sinnvoll erscheinen lasse. Konteradmiral Bey meldete am 24. Dezember, dass im Operationsgebiet keine brauchbaren Verhältnisse für ein Artilleriegefecht herrschten. In einem Ferngespräch mit der Seekriegsleitung brachte Schniewind die Bedenken zwar vor, beantragte aber letztlich die Freigabe für die Kampfgruppe. Die Seekriegsleitung informierte daraufhin Dönitz.
Am 23. Dezember erhielt Admiral Fraser von Ultra die Nachricht, dass die Deutschen wussten, dass sich JW.55B auf See befand. Er erfuhr auch, dass sich die Scharnhorst in Bereitschaft befand. Als Fraser mit seinem Flaggschiff Duke of York von seinem Ankerplatz in Akureyri auslief, erhielt er eine weitere Nachricht von Ultra, dass die Kampfgruppe im Begriff war, auszulaufen. Um die Mittagszeit des 23. Dezember befand sich der Konvoi auf der Breite der Insel Jan Mayen, etwa 640 km östlich von Altenfjord und Force 2 in gleicher Entfernung südöstlich. Da Admiral Fraser mit einem Angriff rechnen musste, brach er um 13:25 Uhr die Funkstille und befahl dem Konvoi, für drei Stunden kehrtzumachen, um den Abstand zu seinen Geleitschiffen zu verringern. McCoy konnte wegen der schweren See dem Befehl nicht nachkommen, so dass er lediglich die Geschwindigkeit des Konvois reduzieren ließ.
Dönitz hatte sich in Paris aufgehalten und war noch am 25. Dezember zur Entscheidungsfindung nach Berlin zurückgeflogen, wo er die Entscheidung an sich zog. Obwohl Bey gemeldet hatte, dass er sowohl die Luftaufklärung als auch die Helligkeitsverhältnisse für unzureichend hielt, sahen Dönitz und die Operationsabteilung „die lange erwartete Gelegenheit“ gegeben, die „Kampfgruppe offensiv zum aussichtsvollen Einsatz zu bringen, […] sofern die Feindlage keine neue überraschende Veränderung aufzeigt.“ Dönitz meinte, die Marine könne einen wichtigen Beitrag zur Entlastung der Lage an der Ostfront leisten. Schon auf See erhielt Bey einen Funkspruch von Dönitz, der Bey durch seine Diktion und den indirekten Bezug auf das gescheiterte Unternehmen Regenbogen in seiner Entscheidungsfreiheit nach Ansicht Werner Rahns erheblich einschränken sollte: „Feind will durch wichtigen Geleitzug mit Nahrung und Waffen für Russen heldenmütigen Kampf unseres Ostheeres weiter erschweren. Wir müssen helfen […] Taktische Lagen geschickt und wagemutig ausnützen. Gefecht nicht mit halbem Erfolg beenden. Angepackte Lagen durchschlagen.“ Erst an vierter Stelle, so Rahn, sei der Hinweis gekommen, Bey könne das Unternehmen nach eigenem Ermessen abbrechen, grundsätzlich jedoch „bei Auftreten schwerer Streitkräfte“. Dönitz schloss mit: „Ich glaube an Euren Angriffsgeist. Heil und Sieg.“
Alle Kommandoinstanzen sahen den Befehl zum Auslaufen am 25. Dezember 1943 kritisch. Flottenchef Generaladmiral Schniewind, der Chef der Seekriegsleitung, Admiral Wilhelm Meisel, und der Operationsoffizier, Kapitän zur See Hubert von Wangenheim brachten ihre Zweifel am Angriffsbefehl zum Ausdruck. Otto Ciliax, Kommandierender Admiral Norwegen, konstatierte im Sommer 1945, er habe Dönitz gewarnt, dass das Unternehmen „Ostfront“ aufgrund der Luft- und Wetterlage im Polarwinter und der Schwierigkeiten mit lediglich zwei bis drei Stunden Dämmerung den bisherigen operativen und taktischen Erfahrungen widerspreche. Als sich im Verlauf des 25. Dezember die Wetterlage weiter verschlechterte, sodass der Einsatz der Zerstörer ausgeschlossen schien, beantragte Schniewind den Abbruch der Unternehmung oder eine Durchführung nur durch die Scharnhorst. Dönitz genehmigte allein die Entlassung der Zerstörer. Die Seekriegsleitung vermutete irrtümlich, dass die Wetterlage auch die gegnerischen Verbände behindern würde. Dabei wiesen Ergebnisse der Funk- und Luftaufklärung auch auf eine mögliche schwere Sicherungsgruppe der Royal Navy hin.

## Das Gefecht

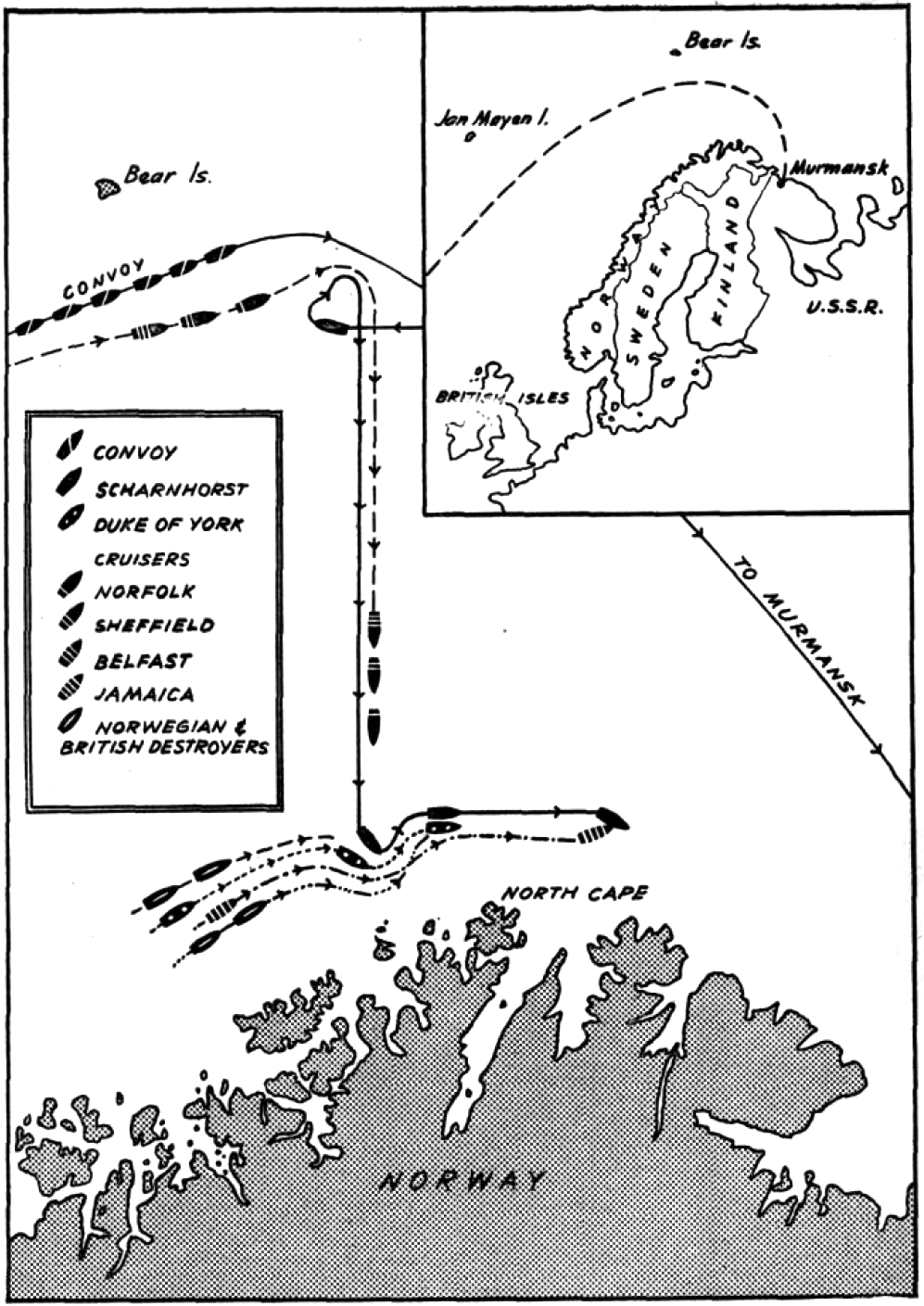
Verlauf des Gefechts

### Erste Phase
Nachdem Admiral Bey gegen 18:30 Uhr die Scharnhorst betreten hatte, stach das Schiff 30 Minuten später in See. Als das Schiff in die breitere Fahrrinne des Altenfjords einfuhr, stieß die 4. Zerstörerflottille unter Kapitän zur See Rolf Johannesson hinzu. Gegen 20:30 Uhr passierte die Kampfgruppe den Eingang zum Langefjord und wandte sich dann nach Norden in Richtung offene See. Um 21:10 Uhr wurde die Geschwindigkeit auf 25 Knoten erhöht und die Zerstörer erhielten den Befehl, einen Schutzschirm um die Scharnhorst zu bilden. Konvoi JW55B befand sich etwa 400 km nordwestlich, so dass Bey davon ausging, dass die Kampfgruppe den Konvoi gegen 11:00 Uhr am nächsten Tag erreichen würde, wenn sie ihren Kurs und ihre Geschwindigkeit beibehalten könnte. Sobald die deutschen Schiffe jedoch die offene See erreicht hatten, bekamen sie die volle Wucht der schweren See zu spüren. Um 21:15 Uhr brach Admiral Bey die Funkstille und schickte einen Lagebericht nach Kiel. Darin wies er auf das schwere Wetter und die dadurch begrenzten Einsatzmöglichkeiten der Zerstörer hin. Möglicherweise hoffte er auf den Befehl zum Abbruch des Unternehmens, doch seine Funksprüche erreichten erst um 02:19 Uhr die Gruppe Nord/Flotte und erst um 03:56 Uhr die Seekriegsleitung.
Um 03:19 Uhr erhielt Admiral Fraser von der Admiralität die Nachricht vom Auslaufen der Scharnhorst. Um 04:00 Uhr befand sich der Konvoi etwa 80 km südlich der Bäreninsel mit Peilung 70 Grad und Kurs Ost-Nord-Ost. Etwa 240 km östlich des Konvois befand sich Force 1 mit Kurs Süd-west-West. Ihr Ziel war es, sich dem Konvoi bis zum Morgengrauen auf etwa 50 km östlich zu nähern. Zur gleichen Zeit befand sich Force 2 340 km südwestlich des Konvois. Ihr Ziel war es, etwa in der Mitte zwischen dem Geleitzug und Altenfjord zu manövrieren. Um den Konvoi aus der Reichweite der deutschen Schiffe zu bringen, befahl Fraser, dem Konvoi auf einen nördlichen Kurs zu schwenken und Force 1 mit Höchstgeschwindigkeit auf den Konvoi aufzuschließen.

Um 08:00 Uhr bewegte sich die deutsche Kampfgruppe in Dwarslinie mit Peilung 230° in Richtung Südwesten. Ihr Ziel Konvoi JW55B - war weniger als 50 km entfernt. Aller Wahrscheinlichkeit nach würde der nördlichste der Zerstörer den Weg des Konvois noch vor 10:30 Uhr kreuzen. Der Plan von Bey schien zu funktionieren. Dann, nur zwanzig Minuten später, um 08:20 Uhr, gab Bey den Befehl, die Scharnhorst nach Norden zu wenden. Aus irgendeinem Grund wurde die Kursänderung nie an Johannesson weitergegeben. Die Scharnhorst bewegte sich nun in einem stumpfen Winkel von 130° von Johannesson weg. Alle zehn Minuten, die verstrichen, brachten die Scharnhorst und ihre Begleiter 6 km weiter auseinander. Das Ergebnis war, dass diese Zerstörer in der folgenden Schlacht keine Rolle mehr spielen würden.
Inzwischen kam Force 1 der Scharnhorst immer näher. Um 08:40 Uhr erfasste die Norfolk das deutsche Schlachtschiff in einer Entfernung von 17 Seemeilen (31 km). Kurz darauf wurde es auch von der Belfast und der Sheffield aus gesichtet. Um 09:00 Uhr befahl Burnett seinen Schiffen, einen Kurs von 325 Grad einzuschlagen. Um etwa 09:15 Uhr war die Scharnhorst in Schussweite, und kurz darauf eröffnete die Norfolk das Feuer aus einer Entfernung von 12 km. Während die Scharnhorst sofort nach Backbord abdrehte, erhöhte sie ihre Geschwindigkeit und erwiderte das Feuer. Die Scharnhorst wurde zweimal getroffen, aber mit zunehmender Entfernung stellte die Norfolk um 09:40 Uhr das Feuer ein. Um 10:00 Uhr, entschied sich Burnett die Verfolgung abzubrechen und sich wieder nach Nordwesten auf den Konvoi zuzubewegen. Zwanzig Minuten später nahm er Kontakt mit dem Konvoi JW 55B und seinen Begleitern auf.

### Zweite Phase
Trotz des schlechten Wetters war es deutschen Aufklärungsflugzeugen gelungen, Sichtkontakt mit Force 2 aufzunehmen. Als Fraser diese Flugzeuge entdeckte, schloss er, dass die Scharnhorst über den Kurs und die Geschwindigkeit seiner Schiffe informiert worden sein musste. Um 10:35 Uhr erhielt er jedoch die Nachricht, dass Burnett den Kontakt verloren hatte. Zu allem Übel hatte die Fahrt mit hoher Geschwindigkeit so viel Treibstoff der Zerstörer verbraucht, dass er entweder umkehren oder nach Murmansk weiterfahren musste. Außerdem befürchtete Fraser, dass die Scharnhorst, wenn sie den Konvoi nicht finden würde, nach Westen abdrehen und in den Atlantik ausbrechen könnte. Daraufhin ordnete Fraser eine Kursänderung von 250 Grad West nach Süd an, so dass er gut positioniert war, um das Schiff abzufangen. Doch um 12:05 Uhr erhielt Fraser einen Bericht von Burnett, der ihm mitteilte, dass er den Feind in 20 km Entfernung gesichtet hatte. Die Scharnhorst hatte keinen Ausbruchsversuch unternommen, sondern hatte in den letzten zwei Stunden nach dem Konvoi gesucht.
Um 12:15 zeigte das Radar der britischen Schiffe, dass die Scharnhorst und Force 1 direkt aufeinander zusteuerten, wobei die Entfernung rasch abnahm. Um 12:20 Uhr war die Scharnhorst in Schussweite und die drei Kreuzer eröffneten aus einer Entfernung von 10 km das Feuer. Im gleichen Moment erwiderte die Scharnhorst das Feuer und schwenkte wie zuvor in Gegenrichtung direkt zurück zum Nordkap. Während Burnett auf Verfolgungskurs ging, wurde die Norfolk von einer 279-mm-Granate getroffen, die ihren Geschützturm achtern außer Gefecht setzte. Eine weitere Granate traf sie mittschiffs und tötete mehrere Besatzungsmitglieder. Um 12:22 Uhr befahl Burnett den Zerstörern, Musketeer, Matchless, Opportune und Virago die vom Konvoi abkommandiert worden waren, Torpedos auf die Scharnhorst abzufeuern. Sie kamen dem Befehl jedoch aufgrund der schweren See und des schnellen Rückzugs der Scharnhorst nicht nach. Um 12:40 Uhr befahl Burnett schließlich seinen Schiffen, das Feuer einzustellen.

### Dritte Phase
Bis 13:00 Uhr hatte sich das Gefecht zu einer Verfolgungsjagd entwickelt. Während Bey sich in südöstlicher Richtung stetig auf Force 2 zubewegte, wurde er von den drei Kreuzern von Force 1 an Backbord und den vier Zerstörern an Steuerbord gerade außer Sichtweite weiter beschattet. Um 13:42 Uhr ging bei der deutschen Zerstörerflottille der Befehl des Admirals zum Abbrechen ihrer Suche nach dem Konvoi ein, und gegen 14:20 Uhr gab Bey den Zerstörern den Befehl zur Basis zurückzukehren. In der Zwischenzeit hatte Burnett Frasier über Reichweite, Kurs und Geschwindigkeit der Scharnhorst informiert. Somit konnte er seinen Schiffen um 14:15 Uhr mitteilen, dass es um 16:30 Uhr erneut zum Gefecht kommen könnte, wenn der Feind Kurs und Geschwindigkeit beibehält.
Leider erhielt Fraser um 15:45 Uhr und später um 16:10 Uhr die Nachricht, dass sowohl die Norfolk als auch die Sheffield Probleme hatten und deshalb anhalten mussten. Glücklicherweise konnte die Norfolk ihr Problem beheben und sich um 17:00 Uhr wieder Force 1 anschließen. Um 16:20 Uhr zeigte das Radar der Duke of York die Scharnhorst in einer Entfernung von 41 km mit einer Peilung von 20 Grad. 20 Minuten später hatte die Belfast Kontakt mit Force 2 und der Scharnhorst aufgenommen. Um 16:51 Uhr eröffneten sowohl die Duke of York als auch die Jamaica das Feuer mit einer vollen Breitseite aller ihrer Hauptgeschütze aus 11 km Entfernung. Während die meisten Granaten über sie hinwegflogen, traf eine Geschützturm Anton und setzte ihn außer Gefecht.
Fünf Minuten später erwiderte die Scharnhorst das Feuer, ohne jedoch einen Treffer zu landen, während die Duke of York sie erneut traf und schwere Schäden an ihrem achteren Aufbauten verursachte. Die Schiffe befanden sich nun auf einem nordöstlichen Kurs mit Force 1 etwa 16 km nördlich und Force 1 etwa 10 km südlich. Dank ihrer überlegenen Geschwindigkeit war der Abstand zwischen Force 2 und der Scharnhorst um 17:12 Uhr auf 12 km angewachsen. Da Fraser befürchtete, dass das Geschützfeuer allein den Schlachtkreuzer nicht ausreichend verlangsamen würde, befahl er den Zerstörern Savage und Saumarez, die sich einige km vor der Duke of York befanden, sich der Scharnhorst zu nähern und sie mit Torpedos anzugreifen. Doch die Geschwindigkeit der Scharnhorst und die schwere See verhinderten einen effektiven Torpedoangriff.
Um 17:42 Uhr war die Scharnhorst sowohl für die Kreuzer als auch für die Zerstörer außer Reichweite, so dass nur noch die Duke of York ihr folgte und weiter auf sie feuerte. Um 18:10 Uhr wurden drei weitere Treffer auf das deutsche Schiff erzielt. Um 18:20 Uhr, der Abstand war auf 20 km angewachsen, stellten jedoch sowohl die Scharnhorst als auch die Duke of York aufgrund der schlechten Wetterbedingungen das Feuer ein. Da er wenig Hoffnung hatte, die Scharnhorst wieder einzuholen, beschloss Fraser, den Konvoi weiter zu eskortieren. Eine der letzten Granaten der Duke of York hatte die Panzerung durchschlagen und war im Maschinenraum explodiert, wodurch der Steuerbordkesselraum beschädigt wurde. Infolgedessen fiel der Kesseldruck rapide ab und die Geschwindigkeit sank von 29 auf 22 Knoten. Mit dem Verlust ihres Geschwindigkeitsvorteils konnten die Zerstörer der Force 2 erneut zur Scharnhorst aufschließen und sie mit Torpedos angreifen.
Um 18:49 Uhr eröffneten die Savage und die Saumarez, die eine Position 7.000 Meter an Backbord der Scharnhorst eingenommen hatten, das Feuer auf sie. Während die Aufmerksamkeit der Deutschen auf diese beiden Zerstörer gerichtet war, konnten sich die Scorpion und die Stord ungesehen bis auf 2 km an den Steuerbordbug der Scharnhorst annähern und schossen sechzehn Torpedos auf sie ab. Als Bey die Torpedospuren entdeckte, befahl er eine scharfe Wende nach Steuerbord, um den Torpedos auszuweichen. Zusätzlich eröffnete die Scharnhorst das Feuer auf die Zerstörer, jedoch ohne Erfolg. Als die Scharnhorst um 18:55 Uhr wendete, wurde ihre Steuerbordseite erneut zum Ziel für die Savage und Saumarez, die 12 Torpedos auf das deutsche Schiff abfeuerten. Beide Schiffe entkamen ebenfalls ohne Schaden.
Die Scharnhorst wurde von drei Torpedos getroffen, die ihre Geschwindigkeit auf 10 Knoten reduzierten. Admiral Fraser, der um 18:50 Uhr Signale von den Zerstörern erhalten hatte, näherte sich rasch der Scharnhorst. Um 19:00 Uhr waren die Duke of York und die Jamaica in Schussweite und eröffneten beide das Feuer auf 9 km Entfernung. Die erste Salve traf direkt auf das Achterdeck der Scharnhorst und verursachte Schäden und Explosionen. Sobald die Duke of York das Feuer eröffnete, schwenkte die Scharnhorst nach Steuerbord und erwiderte das Feuer mit allen noch einsatzbereiten Geschützen. Trotz der vielen Treffer der Scharnhorst erkannte Fraser, dass das Geschützfeuer allein das deutsche Schiff nicht versenken würde. Daher befahl er der Jamaica und der Belfast, die Scharnhorst mit Torpedos anzugreifen, um sie endgültig zu versenken. Als die beiden Kreuzer ihre Torpedos abfeuerten, erschienen die vier Zerstörer, die Force 1 zugeteilt worden waren, und feuerten ebenfalls Torpedos auf die Scharnhorst. Das Schiff begann bald zu krängen und um 19:40 Uhr begann das Schiff zu sinken.
Neben Ultra war das Radar der wichtigste Faktor, warum die Briten die Schlacht gewannen. Die Deutschen hatten mit dem Seetakt zwar ein eigenes System, das aber weniger ausgefeilt war als das der Briten. In der Schlacht war die Scharnhorst mit einem Radar ausgestattet, das feindliche Schiffe in bis zu 20 km Entfernung aufspüren konnte. Im Gegensatz dazu hatte das britische Radar eine fast doppelt so große Reichweite. Außerdem verfügten die Deutschen nur über ein System der optischen Entfernungsmessung und Geschützkontrolle, das in der Dunkelheit der Polarnacht wenig nutzte, während die Briten sich auf ihr Feuerleitradar verlassen konnten.
Nicht zuletzt die überlegenen Ortungsgeräte der Royal Navy hatten ein Entkommen der Scharnhorst kaum möglich gemacht. Bey hatte an die Seekriegsleitung gefunkt: „Gegner schießt mit Funkmeßortung auf mehr als 180 hm“ und sich bei Hitler abgemeldet: „An Führer! Wir kämpfen bis zur letzten Granate.“ Dass die Scharnhorst ebenso wie zuvor die Bismarck nicht die Flagge strich, sondern vielmehr mit wehender Fahne unterging, sieht der Historiker Holger Afflerbach in der fanatischen Untergangsmentalität begründet, die in der Marine geherrscht habe, und die „der verbohrten nationalsozialistischen Vorstellung von Sieg oder Untergang am nächsten kam“.

## Verluste
Von den beinahe 2.000 Besatzungsmitgliedern an Bord der Scharnhorst überlebten nur 36. Unter den Toten befand sich sowohl der Kapitän des Schiffes Fritz Hintze als auch Konteradmiral Bey. Auf britischer Seite kamen 26 Männer ums Leben.

## Folgen
Nach dem Verlust der Scharnhorst, laut Michael Salewski „das vielleicht erschütterndste Ereignis in der Geschichte der Kriegsmarine“, blieb als letztes deutsches Schlachtschiff, das im Krieg eine Rolle spielen konnte, die Tirpitz, die aber Anfang April 1944 erneut beschädigt wurde. Hitler sah seine lang gehegte Meinung von der Nutzlosigkeit der Schlachtschiffe erneut bestätigt, auch wenn er keinen erneuten Außerdienststellungsbefehl erließ. Tatsächlich hatte das Schicksal der Prince of Wales und der Repulse auch den britischen Glauben an die Zweckmäßigkeit der Schlachtschiffe erschüttert. Aber die deutsche Marineführung hatte nach Einschätzung Michael Salewskis aufgrund militärischer und ideologischer Erwägungen nicht aus den Unternehmen Rheinübung, Unternehmen Rösselsprung und Unternehmen Regenbogen gelernt, sondern sich nur in ihren Ansichten verhärtet. Die deutsche Seekriegsleitung sah zwar die Überlegenheit der alliierten Ortungsgeräte, glaubte aber, die Angriffe auf die Nordmeerkonvois mit mehreren Schiffen wieder aufnehmen zu können, sobald man selbst über leistungsfähigere Ortungsgeräte verfügen würde. Dönitz hingegen bezweifelte, dass die verfügbaren schweren Einheiten Geleitzüge würden bekämpfen oder Landungen abwehren können. Zumal nach der erneuten Beschädigung der Tirpitz sah sich Hitler darin bestätigt, dass es keine erfolgversprechende Möglichkeit für einen Einsatz der Schlachtschiffe im Nordraum mehr gebe.
Aus britischer Sicht war der letzte deutsche Versuch unterbunden worden, Geleitzüge durch das Nordmeer anzugreifen. Mit der Versenkung der Scharnhorst, der Beschädigung der Tirpitz und dem Abzug der Lützow war der Schiffsverkehr nach Murmansk und Archangelsk zumindest fürs Erste nicht mehr bedroht. Die Stärke der Home Fleet konnte nun zugunsten der Eastern Fleet reduziert und offensive Operationen an der norwegischen Küste durchgeführt werden. So wurde ein Angriff auf die Tirpitz mit Trägerflugzeugen geplant. Ohne die Scharnhorst bedrohten lediglich U-Boote und Luftwaffe die alliierten Nordmeerkonvois. Dönitz verlegte allein von Dezember 1943 bis Januar 1944 mehr als 20 U-Boote aus dem Atlantik nach Norwegen. Die britische Admiralität erkannte dies und ging bei der U-Boot-Abwehr im Nordmeer erfolgreich in die Offensive. Bei nur geringen Versenkungserfolgen gingen von Juni 1943 bis Mai 1944 im Nordmeer 18 deutsche Boote verloren.

## Die Schiffe

### Großbritannien
| Force 1                | Force 1             | Force 1                                      |
| ---------------------- | ------------------- | -------------------------------------------- |
| Schiff                 | Kommandant          | Anmerkungen                                  |
| HMS Belfast            | Frederick Parham    | Flaggschiff von Konteradmiral Robert Burnett |
| HMS Norfolk            | Donald Bain         |                                              |
| HMS Sheffield          | Charles Addis       |                                              |
| Force 2                |                     |                                              |
| HMS Duke of York       | Guy Russel          | Flaggschiff von Admiral Bruce Fraser         |
| HMS Jamaica            | John Hughes-Hallett |                                              |
| 36. Zerstörer Division |                     |                                              |
| HMS Musketeer          | Ralph Fisher        |                                              |
| HMS Matchless          | William Shaw        |                                              |
| HMS Opportune          | John Lee Barber     |                                              |
| HMS Virago             | Archibald White     |                                              |
| HMS Savage             | Michael Meyrick     |                                              |
| HMS Saumarez           | Eric Walmsley       |                                              |
| HMS Scorpion           | William Clouston    |                                              |
| HMNS Stord             | Skule Storheill     |                                              |

### Deutschland
| Kampfgruppe           | Kampfgruppe        | Kampfgruppe                                    |
| --------------------- | ------------------ | ---------------------------------------------- |
| Schiff                | Kommandant         | Anmerkungen                                    |
| Scharnhorst           | Fritz Hintze       | Flaggschiff von Konteradmiral Erich Bey        |
| 4. Zerstörerflottille |                    |                                                |
| Z 29                  | Theodor von Mutius | Flaggschiff von Kapitän zur See Rolf Johannson |
| Z 30                  | Karl Lampe         |                                                |
| Z 33                  | Erich Holtorf      |                                                |
| Z 34                  | Karl Hetz          |                                                |
| Z 38                  | Gerfried Brutzner  |                                                |